# Xinxing, Qitaihe
Xinxing är ett stadsdistrikt i Qitaihe i Heilongjiang-provinsen i nordöstra Kina.